# Jutta Treiber

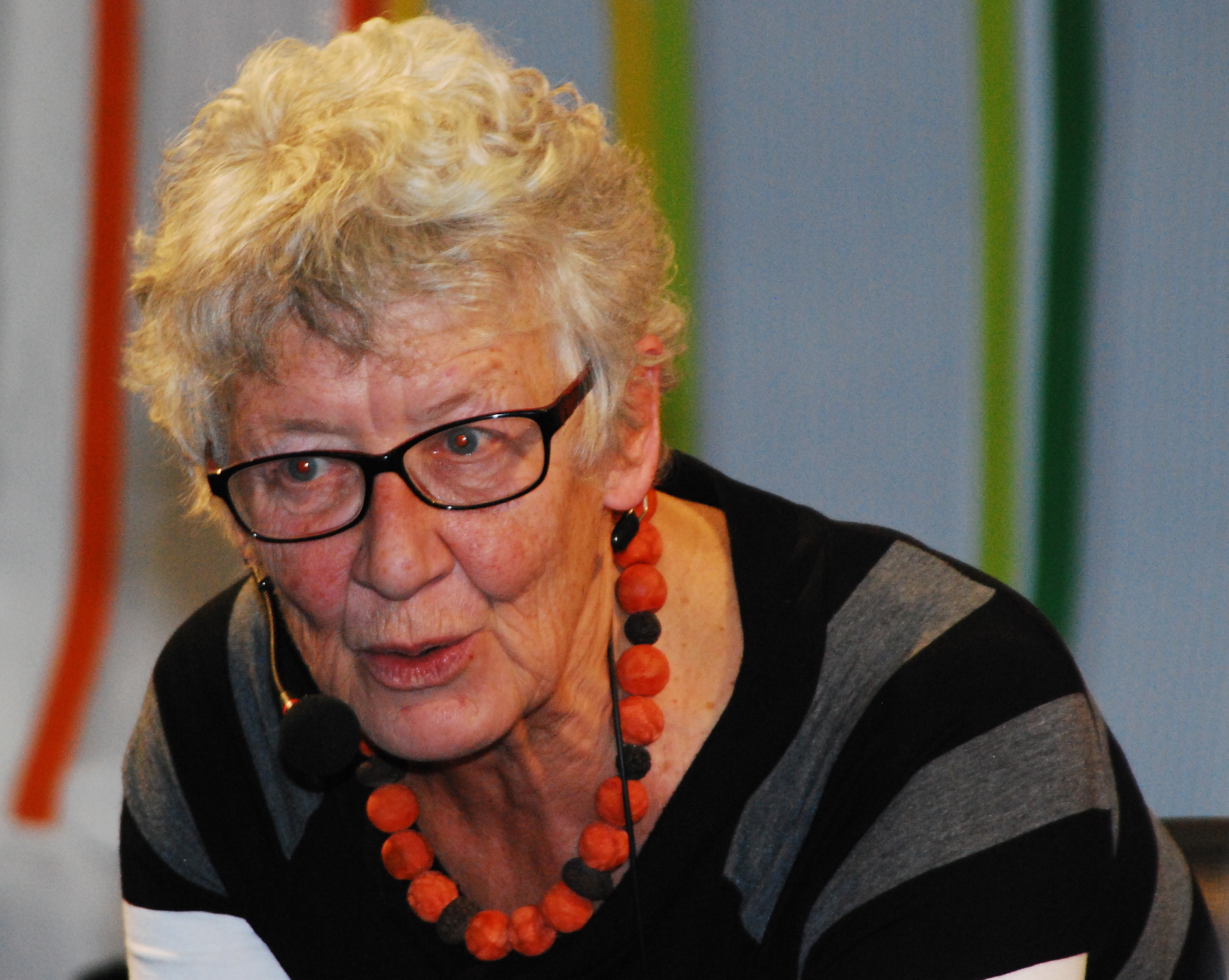
Jutta Treiber (2012)

Jutta Treiber (* 10. Jänner 1949 in Oberpullendorf im Burgenland als Jutta Supper) ist eine österreichische Autorin.

## Leben
Ihre Eltern Therese und Viktor Supper waren Kaufleute und betrieben ein Möbelgeschäft. Jutta Treiber hat einen um acht Jahre jüngeren behinderten Bruder, Walter Supper. Nach der Volksschule in Oberpullendorf besuchte sie von 1959 bis 1967 das Gymnasium in Eisenstadt, wo sie mit Auszeichnung maturierte. Danach studierte sie 1967 bis 1972 an der Universität Wien Germanistik und Anglistik. Von 1972 bis 1988 unterrichtete sie Deutsch und Englisch am Gymnasium in Oberpullendorf. Zusätzlich gab sie auch Kurse in Jazztanz und Bühnenspiel.
Seit 1988 ist Jutta Treiber freiberufliche Autorin. In der Gymnasialzeit schrieb sie für die Schülerzeitung. 1976 gewann sie ihren ersten Literaturpreis für eine Kurzgeschichte. Erste literarische Versuche umfassten Kurzgeschichten, Gedichte und Hörspiele. Es folgten Kabarettprogramme und Kurzfilme (Super 8). Ihr Werk umfasst Bilderbücher, Kinderbücher, Romane für Jugendliche und Erwachsene, Lyrik, ein Kindertheaterstück, Hörspiele, Kurzgeschichten in diversen Anthologien und Kurzfilme. Ihre Bücher wurden in bisher 29 Sprachen übersetzt. Jutta Treiber hat mehr als 3000 Lesungen in 23 Ländern Europas und Asiens gehalten (Deutschland, Frankreich, Großbritannien, Iran, Italien, Lettland, Luxemburg, Niederlande, Österreich, Polen, Rumänien, Schweden, Schweiz, Slowakei, Slowenien, Tschechien, Türkei, Ungarn).
Jutta Treiber ist verheiratet und hat zwei Kinder.

## Auszeichnungen
- 1976 BEWAG-Literaturpreis
- 1980 Staatspreis für Amateurfilm
- 1992 Zehn besondere Bücher zum Andersentag
- 1992 Steirische Leseeule
- 1992 Kinderbuchpreis der Stadt Wien für Das Dazwischenkind
- 1995 Jugendbuchpreis der Stadt Wien
- 1996 Österreichischer Staatspreis für Kinder- und Jugendliteratur für Der blaue See ist heute grün
- 2000 Preis der Stadt Cherbourg
- 2002 LESERstimmen 1. Platz für Herz- und Beinbruch
- 2004 Kulturpreis des Landes Burgenland für Literatur und Publizistik
- 2006 Kollektion zum Österreichischen Jugendbuchpreis
- 2007 Österreichischer Staatspreis für Kinder- und Jugendliteratur 2007 für Der Großvater im rostroten Ohrensessel
- 2008 Würdigungspreis für Kinder- und Jugendliteratur des Bundesministeriums für Unterricht, Kunst und Kultur (für das Gesamtwerk auf dem Gebiet der Kinder- und Jugendliteratur)
- 2009 Würdigungspreis für Literatur und Publizistik der Burgenlandstiftung Theodor Kery (für das literarische Gesamtwerk)
- 2019 Großes Ehrenzeichen des Landes Burgenland
- 2022 Nominierung zum Prix Chronos (Frankreich), 2. Platz
- 2023 "Prix Chronos - Cnav Solidarité" (Frankreich), 1. Platz
- 2023 Nominierung zum Prix Chronos (Schweiz)
- 2024 Förderpreis der Burgenlandstiftung Theodor Kery
- 2024 Prix Chronos (Französische Schweiz)[1]
- 2024 Kulturpreis Land Burgenland (Kinder- und Jugendbuchwettbewerb)

## Werke (Auswahl)

### Prosa / Lyrik
- Ich will eine Geschichte schreiben. Kurzgeschichten. Edition Roetzer, 1979, ISBN 3-85374-057-X.
- Liebe und andere Ungereimtheiten. Lyrikband, Edition Roetzer, Eisenstadt 1995, ISBN 978-3-85374-255-6.
- Der blaue See ist heute grün. Roman, Dachs Verlag, Wien 1995, ISBN 978-3-224-11351-0.
- Felsen küssen mit der Nase. Reiseroman, Dachs Verlag, Wien 1996, ISBN 978-3-85191-078-0.
- Solange die Zikaden schlafen. Roman, Ueberreuter, Wien 1998, ISBN 978-3-8000-2531-2.
- Herz- und Beinbruch. Roman, Ueberreuter, Wien 2000, ISBN 978-3-8000-2629-6.
- Vergewaltigt. Roman, Ueberreuter, Wien 2003, ISBN 978-3-8000-5028-4.
- Die Zeit und Hannah. Roman in drei Teilen: Zeit.Raffer / Zeit.Schnitt / Zeit.Lupe, edition lex liszt 12, Oberwart 2006, ISBN 978-3-901757-50-1.
- Fleckerlteppich. Kurzprosa, edition lex liszt 12, Oberwart 2008, ISBN 978-3-901757-81-5.
- Liebestrommeln. Eine Kur-Schmonzette. Roman, edition lex liszt 12, Oberwart 2012, ISBN 978-3-99016-035-0.
- Halt den Mund, sagte Mutter und dann starb sie. Roman, edition lex liszt 12, Oberwart 2018, ISBN 978-3-99016-143-2.

Neuausgabe: Solange die Zikaden schlafen. Roman, edition lex liszt 12, Oberwart 2021, ISBN 978-3-99016-206-4
- Lyrisches Kulinarium. Gedichtband, edition lex liszt 12, Oberwart 2024, ISBN 978-3-99016-269-9

### Kinder- und Jugendliteratur
- Oli und Purzelbaum. Kinderbuch, Nentwich, Eisenstadt 1981, ISBN 978-3-900356-07-1.
- Geometrisches Stück. Kindertheaterstück, Impuls Theater Verlag 1987
- Popcorn zum Frühstück. Jugendroman, Jugend und Volk, Wien-München, 1988, ISBN 978-3-224-11325-1.
- Bine und Rebell. Jugendroman, Jugend und Volk, Wien 1990, ISBN 978-3-224-11402-9.
- Julia spielt Julia. Jugendroman, Jugend und Volk, Wien 1992, ISBN 3-224-11461-4.
- Das Dazwischenkind. Kinderbuch, Herder Verlag, Basel-Wien 1992, ISBN 978-3-210-25110-3.
- Dazwischenkinder haben's schwer. Kinderbuch, Herder Verlag, Basel-Wien 1993, ISBN 978-3-210-25104-2.
- O, sagt der Ohrwurm. Bilderbuch, illustriert von Maria Blazejovsky, Anette Betz Verlag, Wien 1997, ISBN 978-3-219-10669-5.
- Dazwischenkinder sind wir alle. Kinderbuch, Dachs Verlag, Wien 1999, ISBN 978-3-85191-161-9.
- Weil – das wird immer so sein. Bilderbuch, illustriert von Birgit Antoni, Dachs Verlag, Wien 2000, ISBN 978-3-85191-202-9.
- Der Lachschrittmacher. Kinderbuch, illustriert von Birgitta Heiskel, Dachs Verlag, Wien 2001, ISBN 978-3-85191-220-3.
- Die Blumen der Engel. Bilderbuch, illustriert von Maria Blazejovsky, Betz Verlag, Wien 2001, ISBN 978-3-219-10915-3
- Rosa träumt. Bilderbuch, illustriert von Christa Unzner, Annette Betz Verlag, Wien-München 2002, ISBN 978-3-219-11025-8
- Dazwischenkinder suchen Freunde. Kinderbuch, Dachs Verlag, Wien 2002, ISBN 978-3-85191-272-2
- Maxeline Regenschirm. Bilderbuch, illustriert von Birgit Antoni, Dachs Verlag, Wien 2003, ISBN 978-3-85191-307-1
- Maxeline Sonnenschein; Bilderbuch, illustriert von Birgit Antoni, Dachs Verlag, Wien 2005, ISBN 978-3-85191-370-5
- NaJa. Bilderbuch, illustriert von Susanne Eisermann, NP Buchverlag, St. Pölten-Wien 2005, ISBN 978-3-85326-302-0
- Der Großvater im rostroten Ohrensessel. Bilderbuch, illustriert von Jens Rassmus, Dachs Verlag, Wien 2006, ISBN 978-3-85191-408-5.
- Max und Marzipan. Kinderbuch, illustriert von Anna Kosanova, G+G Verlag, Wien 2007, ISBN 978-3-7074-0346-6.
- Forfel, Ach und Krokodeil. Kinderbuch, illustriert von Nadine Kappacher, edition lex liszt 12, Oberwart 2007, ISBN 978-3-901757-60-0.
- Der König tanzt. Bilderbuch, illustriert von Iris Wolfermann, Annette Betz, Wien-München 2007, ISBN 978-3-219-11331-0.
- Edi Dickstur und der Norz. Kinderbuch, Obelisk Verlag, Innsbruck-Wien 2010, ISBN 978-3-85197-618-2.
- Jonas ist weg. Krimi, Buchklub Gorilla Band 39, Österreichischer Buchklub der Jugend, Wien 2011
- Der Weihnachtsfisch. Gedichte nach Fisch-Skulpturen von Paul Mühlbauer, edition lex liszt 12, Oberwart 2012, ISBN 978-3-99016-021-3.
- Ach, du liebes Pferd. Bilderbuch, illustriert von Petra Neulinger, Hora Verlag, Wien 2012, ISBN 978-3-213-00093-7.
- Fiona Fee hat keine Zeit. Kinderbuch, illustriert von Vanessa Karré, Obelisk Verlag, Innsbruck-Wien 2012, ISBN 978-3-85197-678-6.
- Klapper, klapper, Storchengeplapper. Bilderbuch, Edition Marlit, Marz (Österreich) 2014, ISBN 978-3-902931-04-7.
- Fridolin wird unsichtbar. Kinderbuch, illustriert von Meike Teichmann, Obelisk, Innsbruck-Wien 2014, ISBN 978-3-85197-747-9.
- Die Wörter fliegen. Bilderbuch, illustriert von Nanna Prieler, Residenz Verlag, St. Pölten-Salzburg-Wien 2014, ISBN 978-3-7017-2146-7.
- Alle meine Buchstaben. (M, N, Q-X-Y, Z), Kinderbücher, illustriert von Carola Holland, G+G Verlag, Wien 2016, ISBN 978-3-7074-1950-4.
- Der Angstdrache. Bilderbuch, illustriert von Lena Hesse, Annette Betz Verlag, Berlin 2016, ISBN 978-3-219-11707-3
- Prinzessin Grünerbse schlägt drei Purzelbäume auf dem Misthaufen. Kinderbuch, illustriert von Vanessa Karré, Obelisk Verlag, Innsbruck 2017, ISBN 978-3-85197-857-5
- Die knallbunte Couch. Kinderbuch, Obelisk, Innsbruck-Wien 2019, ISBN 978-3-85197-921-3
- Na ja. Bilderbuch, illustriert von Susanne Eisermann, Tyrolia, Innsbruck-Wien 2019, ISBN 978-3-7022-3761-5

Na ja. Bilderbuch, mehrsprachige Ausgabe auf Deutsch, Arabisch, Türkisch, Englisch, Kroatisch-Bosnisch-Serbisch-Montenegrinisch’‘. illustriert von Susanne Eisermann, Tyrolia, Innsbruck-Wien 2020, ISBN 978-3-7022-3829-2
- Frieda und Friedo, die guten Geister von Burg Schlaining. Kinderbuch (Deutsch, Kroatisch, Ungarisch, Romanes), illustriert von Petra Neulinger, edition lex liszt 12, Oberwart 2021, ISBN 978-3-99016-210-1
- Eisbärs Eissalon. Bilderbuch, Illustrationen von Alex Nemec, wortweit-Verlag, Wien 2024, ISBN 978-3-903326-31-6